# Uaxactun

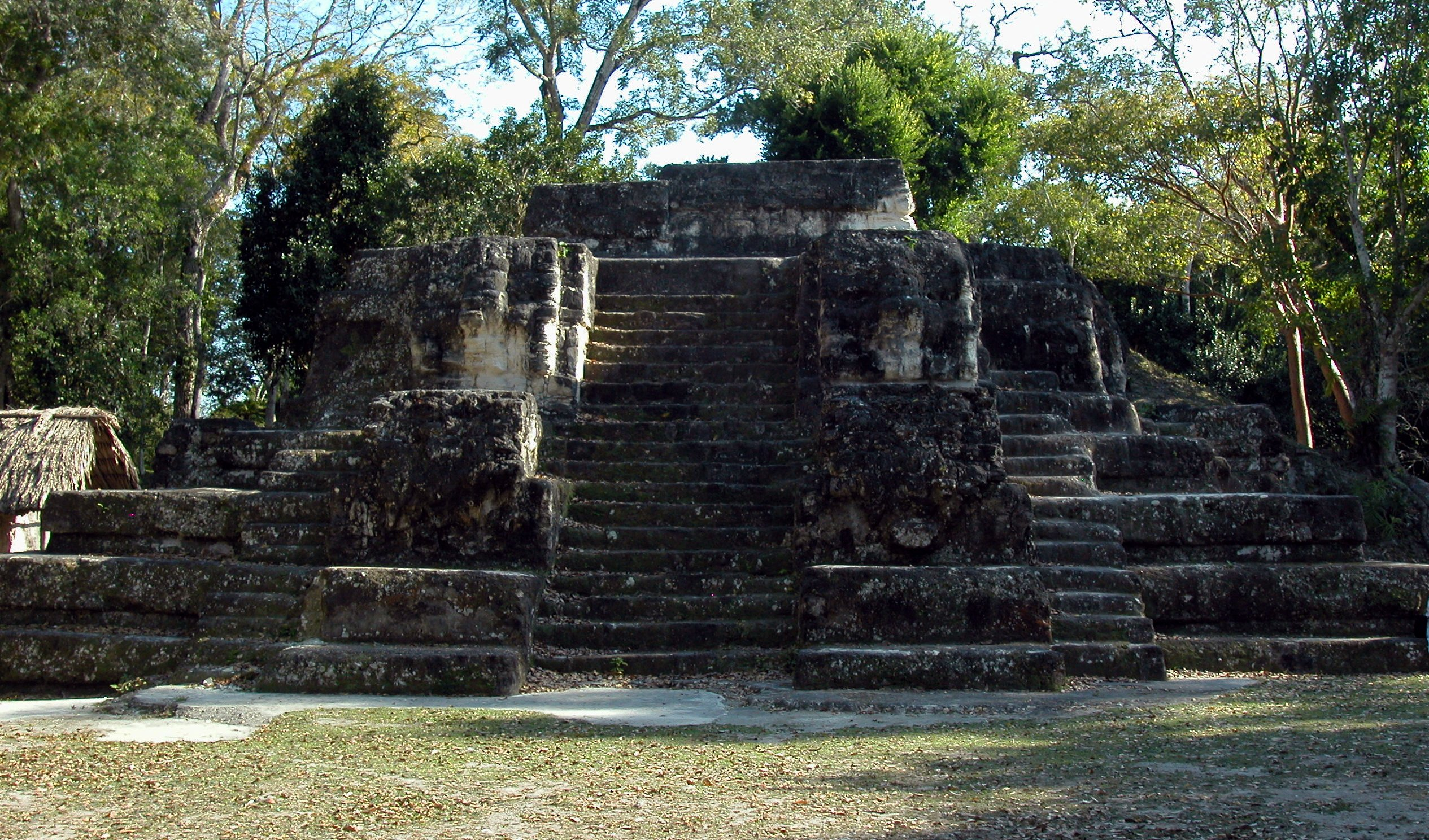
Templo das Máscaras ou estrutura E-VII (fachada norte)

Uaxactun (também Uaxactún ou Waxaktun) é um sítio arqueológico maia, situado no Petén, no norte da Guatemala, a cerca de 20 km para norte de Tikal.  O seu nome actual significa «oito pedra» em maia e foi-lhe atribuído pelo arqueólogo Sylvanus Morley, em Maio de 1916,  como comemoração do facto de este ser o sítio onde foi encontrada uma estela com a primeira inscrição datada do oitavo Baktun do calendário maia, o que a tornava a mais antiga data maia que se conhecia nessa altura. Actualmente crê-se que o nome maia de Uaxactun no período clássico seria Siaan K'aan (Nascida do Céu).

## História
Uaxactun terá sido ocupada desde cerca  900 a.C. com o seu apogeu a ocorrer entre 500 e 900. A inscrição mais antiga aqui encontrada data de 328 encontrada na estela 9 e a mais recente remonta a 899 encontrada na estela 12. Estes factos parecem indicar que Uaxactun terá sido o sítio ocupado por mais tempo em todo o Petén, sendo considerado durante muito tempo como sendo também o mais antigo, até às descobertas de Nakbé e El Mirador. Uaxactun parece ter sido rival de Tikal no final do período pré-clássico e no clássico inicial. Aparentemente Tikal saíu vitoriosa deste confronto em 379 e Uaxactun tornou-se uma cidade satélite daquela.
Como muitas outras cidades maias do período clássico Uaxactun entrou em declínio no século IX sendo abandonada durante o século X.

## Escavações
Morley enfocou os seus trabalhos sobre as inscrições hieroglíficas após o que só em 1924 o sítio seria novamente visitado, desta vez por Frans Blom, que investigou as estruturas com mais detalhe e procedeu à sua cartografia. As várias campanhas de escavação levadas a cabo por Oliver Ricketson da Carnegie Institution entre 1926 e 1937 adicionaram numerosos elementos ao conhecimento da civilização maia durante os períodos pré-clássico e clássico inicial. Os restos de vários templos-pirâmide do período clássico totalmente em ruínas foram removidos, revelando assim templos mais antigos e bem preservados que se encontravam por baixo.

## Principais estruturas
Uaxactun possui uma arquitectura característica de plataformas decoradas com grandes máscaras feitas de estuque. A mais conhecida dessas plataformas é a estrutura sob E-VII, que é famosa por várias razões. Apresenta um traço típico da arquitectura maia: cada reconstrução cobriu o edifício precedente. Como a última reconstrução da estrutura E-VII se encontrava em muito mal estado, foi decidido restaurar a construção que se encontrava subjacente, um dos mais belos exemplares da arquitectura maia pré-clássica.
Esta estrutura fazia parte de um grupo em E, em que cada lado possui uma escadaria flanqueada por dezasseis máscaras representando senhores ou monstros Witz. A temática destas máscaras aproxima-se daquela das encontradas em Cerros, no Belize. Esta pirâmide era um observatório astronómico: um dos seus lados está voltado para três pequenos templos alinhados de maneira a poder-se observar o nascer do sol durante os solstícios e equinócios.
Ainda hoje os arqueólogos se referem aos conjuntos astronómicos das cidades maias com a designação Grupo E, pois o primeiro conjunto deste tipo que se descobriu foi precisamente o grupo em E de Uaxactun.